# Пайнвілл (Кентуккі)
Пайнвілл (англ. Pineville) — місто (англ. city) в США, в окрузі Белл штату Кентуккі. Населення — 1678 осіб (2020).

## Географія
Пайнвілл розташований за координатами 36°45′18″ пн. ш. 83°42′1″ зх. д. / 36.75500° пн. ш. 83.70028° зх. д. (36.754960, -83.700264).  За даними Бюро перепису населення США в 2010 році місто мало площу 4,53 км², з яких 4,28 км² — суходіл та 0,25 км² — водойми. В 2017 році площа становила 8,00 км², з яких 7,73 км² — суходіл та 0,27 км² — водойми.

## Демографія
Згідно з переписом 2010 року, у місті мешкали 1732 особи в 675 домогосподарствах у складі 429 родин. Густота населення становила 382 особи/км².  Було 767 помешкань (169/км²).
Расовий склад населення:
| - 95,2 % — білих - 2,9 % — чорних або афроамериканців - 0,4 % — азіатів - 0,2 % — корінних американців |

До двох чи більше рас належало 1,1 %. Частка іспаномовних становила 1,0 % від усіх жителів.
За віковим діапазоном населення розподілялося таким чином: 23,3 % — особи молодші 18 років, 60,8 % — особи у віці 18—64 років, 15,9 % — особи у віці 65 років та старші. Медіана віку мешканця становила 40,3 року. На 100 осіб жіночої статі у місті припадало 90,3 чоловіків;  на 100 жінок у віці від 18 років та старших — 89,3 чоловіків також старших 18 років.
Середній дохід на одне домашнє господарство  становив 31 597 доларів США (медіана — 17 647), а середній дохід на одну сім'ю — 43 955 доларів (медіана — 35 938). Медіана доходів становила 32 159 доларів для чоловіків та 34 500 доларів для жінок. За межею бідності перебувало 46,7 % осіб, у тому числі 36,1 % дітей у віці до 18 років та 42,7 % осіб у віці 65 років та старших.
Цивільне працевлаштоване населення становило 449 осіб. Основні галузі зайнятості: освіта, охорона здоров'я та соціальна допомога — 29,8 %, публічна адміністрація — 13,4 %, транспорт — 12,9 %.